# Alberta Watson
Faith Susan Alberta Watson (6 de marzo de 1955 – 21 de marzo de 2015), más conocida como Alberta Watson, era una actriz de televisión y cine canadiense.

## Primeros años
Watson nació en Toronto, Ontario en 1955. Creció en Toronto con su madre Grace, trabajadora fabril, y su hermano. Comenzó a actuar con un grupo de teatro local, en Toronto, llamado T.H.O.G. (por las siglas en inglés de "Teatro Casa de Dios"), de la Iglesia Unida de la calle Bathurst a la edad de 15 años.
Watson tomó un taller para el musical Hair. Mientras estaba haciendo este taller también actuó en Hamlet, dirigida por René Bonnière quien más tarde la dirigiría en La Femme Nikita.

## Carrera como actriz
Watson consiguió su primer papel a los 19 años en una película de la CBC llamada Honor hy Father. Apenas iniciada su carrera hizo el papel de Mitzi en In Praise of Older Women de George Kaczender (1978), por el cual fue nominada a un premio Genie. Un año más tarde recibió el premio de Mejor Actriz en el Festival de cine Yorkton por "Exposure". Se mudó a Los Ángeles y más tarde a la ciudad de Nueva York.
Vivió en New Jersey durante ocho años con su marido hasta que se divorciaron. Regresó entonces a Toronto y se dedicó a buscar papeles en películas independientes. Trabajó con el director Colleen Murphy en la película Shoemaker (1996), por la que recibió una segunda postulación a un premio Genie en la categoría Mejor Actriz.
Entre sus papeles más conocidos se encuentran la madre Susan Aibelli en la película independiente de 1994 Spanking the Monkey, Lauren Murphy (la madre del personaje de Jonny Lee Miller, Dade, alias "Crash Override"/"Zero Cool") en la película de culto de 1995 Hackers, y Risa en la película canadiense The Sweet Hereafter, dirigida por Atom Egoyan.
En Spanking the Monkey, Watson interpreta su personaje favorito, una madre que tiene una relación incestuosa con su hijo. el papel fue rechazado por varias actrices como Susan Sarandon, Jessica Lange y otras. Watson dijo:

Lo acepté porque era un enorme desafío. Y yo no soy un nombre con una imagen para proteger. El tema era el incesto. No me asustó en absoluto. Me apoderé del personaje. Ella era una mujer profundamente perturbada en una montaña rusa de emociones. Su hijo la visita en el verano y ella está acostada con un yeso y una pierna rota y las cosas se salen de control.

Interpretó el papel de Madeline en La Femme Nikita durante cuatro temporadas, de 1997 a 2001 (con apariciones en la quinta temporada). Durante la segunda temporada del espectáculo (en 1998), Watson fue diagnosticada con linfoma, y tuvo que recibir tratamiento de quimioterapia que provocó la pérdida de su cabello. Productores en La Femme Nikita trabajaron alrededor de su tratamiento y limitaron sus apariciones. Watson usó pelucas cuando perdió su cabello. Cuando su cabello empezó a crecer nuevamente, lucía el cabello corto en su papel de Madeline en la tercera temporada del espectáculo.
El primer nombre de Watson inspiró el personaje Alberta Green en la primera estación de 24.[cita requerida] En 2005, Watson se unió al reparto de 24, interpretando a la Directora de la CTU Erin Driscoll durante 12 episodios de la cuarta temporada del espectáculo.
Durante 2007 y 2008, Watson tuvo un papel en la serie televisiva canadiense The Border como Ministro de Seguridad Pública.
En 2010, Watson tuvo un papel de protagonista invitado en Heartland, una serie de CBC, y ganó un Premio Gemini por su interpretación de Sarah Craven.
En la primera temporada de Nikita, la serie basada en la película de Luc Besson más que en la serie de 1997, interpretó el papel de una Senadora, uno de las muchas figuras públicas que financiaban en privado la organización secreta antiterrorista conocida como Division. Durante la segunda temporada 2, ella interpreta este personaje, cuyo nombre es Madeline Pierce (un guiño de los productores de Nikita a su personaje icónico, Madeline en la serie de 1997).

## Muerte
Watson murió el 21 de marzo de 2015 en el hospital Kensington en Toronto debido a complicaciones de cáncer. Tenía 60 años.

## Filmografía

### Cine
| Año  | Título                            | Papel                   |
| ---- | --------------------------------- | ----------------------- |
| 1978 | Power Play                        | Donna                   |
| 1978 | In Praise of Older Women          | Mitzi                   |
| 1979 | Exposure                          | Barbara                 |
| 1979 | Stone Cold Dead                   | Olivia Page             |
| 1980 | Virus                             | Litha                   |
| 1981 | Dirty Tricks                      | Tony                    |
| 1981 | Black Mirror                      | Tina                    |
| 1982 | The Soldier                       | Susan Goodman           |
| 1983 | The Keep                          | Eva Cuza                |
| 1984 | Best Revenge                      | Dinah                   |
| 1987 | White of the Eye                  | Ann Mason               |
| 1989 | Destiny to Order                  | Thalia / Marla / Nicole |
| 1991 | The Hitman                        | Christine De Vera       |
| 1992 | Zebrahead                         | Phyliss                 |
| 1994 | Spanking the Monkey               | Susan Aibelli           |
| 1995 | What's His Face                   | Woman                   |
| 1995 | Hackers                           | Lauren Murphy           |
| 1996 | Shoemaker                         | Anna                    |
| 1996 | Sweet Angel Mine                  | Megan                   |
| 1997 | The Sweet Hereafter               | Risa                    |
| 1998 | Seeds of Doubt                    | Jennifer Kingsley       |
| 1999 | The Life Before This              | Nita                    |
| 2000 | Desire                            | Simone                  |
| 2000 | Deeply                            | Fiona                   |
| 2001 | Hedwig and the Angry Inch         | Hansel's Mom            |
| 2001 | Chasing Cain                      | Denise McGoogan         |
| 2001 | Tart                              | Lily Storm              |
| 2001 | The Art of Woo                    | Caterin                 |
| 2002 | The Wild Dogs                     | Natalie                 |
| 2004 | The Prince and Me                 | Amy Morgan              |
| 2004 | My Brother's Keeper               | Helen Woods             |
| 2004 | Vendetta: No Conscience, No Mercy | Anne Phelan             |
| 2004 | Some Things That Stay             | Liz Anderson            |
| 2006 | Citizen Duane                     | Bonnie Balfour          |
| 2006 | Away from Her                     | Dr. Fischer             |
| 2006 | A Lobster Tale                    | Martha Brewer           |
| 2007 | The Lookout                       | Barbara Pratt           |
| 2008 | Growing Op                        | Marilla                 |
| 2009 | Helen                             | Dr. Sherman             |
| 2009 | The Spine                         | Mary Rutherford         |

### Televisión
| Año       | Título                              | Papel                       | Notas                                     |
| --------- | ----------------------------------- | --------------------------- | ----------------------------------------- |
| 1980      | King of Kensington                  | Mitzi                       | Episodio: "War and Peace"                 |
| 1980      | War Brides                          | Norma                       | film para TV                              |
| 1983      | I Am a Hotel                        | Suzanne                     | corto de TV                               |
| 1984      | Hill Street Blues                   | Prostituta                  | Episodio: "Fuched Again"                  |
| 1984      | Deadly Nightmares                   | Jill Friedlander            | Episodio: "Remembering Melody"            |
| 1985      | Murder in Space                     | Dominica Mastrelli          | film para TV                              |
| 1985      | The Equalizer                       | Carla Holden                | Episodio: "The Distant Fire"              |
| 1985      | Kane & Abel                         | Zofia Rosnovski             | TV miniserie                              |
| 1986      | Fortune Dane                        | Amy Steiner                 | TV serie                                  |
| 1986      | Women of Valor                      | Lt. Helen Prescott          | film para TV                              |
| 1987      | Street Legal                        | Mercedes Puentes            | Episodio: "Tango Bellarosa"               |
| 1987-1988 | Buck James                          | Dr. Rebecca Meyer           | Rol principal (19 episodios)              |
| 1989      | The Equalizer                       | Taffy Gould                 | Episodio: "The Caper"                     |
| 1989      | Shannon's Deal                      | Terry Lomax                 | film para TV                              |
| 1989      | Street Legal                        | Maria Lopez                 | Episodio: "Partners and Other Strangers"  |
| 1990      | Island Son                          | Nina Delaney                | Episodio: "Separations"                   |
| 1990      | Grand                               | Andrea                      | Episodio: "The Return of Yale Pinhaus"    |
| 1991      | Law & Order                         | Miss Hanley                 | Episodio: "His Hour Upon the Stage"       |
| 1992      | Law & Order                         | Angela Brandt               | Episodio: "Skin Deep"                     |
| 1993      | Relentless: Mind of a Killer        | Ellen Giancola              | film para TV                              |
| 1993      | Matrix                              | Marie Sands                 | Episodio: "Conviction of His Courage"     |
| 1994      | Jonathan Stone: Threat of Innocence | Deborah Walsh Bradford      | film para TV                              |
| 1995      | The Outer Limits                    | Lynda Tillman               | Episodio: "If These Walls Could Talk"     |
| 1995      | A Child Is Missing                  | Agent Lynette Graham        | film para TV                              |
| 1996      | Giant Mine                          | Peggy Witte                 | film para TV                              |
| 1996      | Gotti                               | Victoria Gotti              | film para TV                              |
| 1997-2001 | La Femme Nikita                     | Madeline                    | Rol principal (89 episodios)              |
| 1998      | The Girl Next Door                  | Mary Bradley                | film para TV                              |
| 2000      | Soul Food                           | Judge Olivia Delaney        | Episodio: "The More Things Stay the Same" |
| 2001      | After the Harvest                   | Amelia Gare                 | film para TV                              |
| 2002      | Guilt by Association                | Angie                       | film para TV                              |
| 2002      | Chasing Cain: Face                  | Det. Denise McGoogan        | film para TV                              |
| 2003      | The Risen                           | Amanda Knowles              | film para TV                              |
| 2003      | Penguins Behind Bars                | Babs (voice)                | film para TV                              |
| 2003      | Missing                             | Mrs. Mastriani              | Episodio: "Pilot"                         |
| 2003      | Choice: The Henry Morgentaler Story | Chava Rosenfarb-Morgentaler | film para TV                              |
| 2004      | Puppets Who Kill                    | Judge                       | Episodio: "Bill Sues"                     |
| 2004      | The Newsroom                        | Susan                       | Rol recurrente (4 episodios)              |
| 2004      | Show Me Yours                       | Toni Bane                   | Rol recurrente (8 episodios)              |
| 2004-2005 | 24                                  | Erin Driscoll               | Rol regular (13 episodios)                |
| 2005      | Million Dollar Murder               | Ted's Lawyer                | film para TV                              |
| 2006      | At the Hotel                        | Camille                     | Rol recurrente (4 episodios)              |
| 2006      | Angela's Eyes                       | Lydia Anderson              | Rol recurrente (6 episodios)              |
| 2008      | The Border                          | Ministra Suzanne Fleischer  | Rol recurrente (10 episodios)             |
| 2010      | Heartland                           | Sarah Craven                | Episodio: "Where the Truth Lies"          |
| 2011-2012 | Nikita                              | Senadora Madeline Pierce    | Rol recurrente (9 episodios)              |